# كارنينتو
كارنينتو (بالإيطالية: Quargnento)‏ هي بلدية في مقاطعة ألساندريا في إقليم بييمونتي في إيطاليا.

## السكان
في سنة 1861 بلغ عدد السكان 3٬054 نسمة، وتطور العدد ليصل في سنة 2011 لـ 1٬397 نسمة.
يظهر هذا المخطط البياني تطور النمو السكاني لـ كارنينتو